# Ловилија (Ајова)
Ловилија (енгл. Lovilia) град је у америчкој савезној држави Ајова. По попису становништва из 2010. у њему је живело 538 становника.

## Демографија
Према попису становништва из 2010. у граду је живело 538 становника, што је -45 (-7.7%) становника више него 2000. године.
| Група             | 2000.       | 2010.       |
| Белци             | 577 (99,0%) | 532 (98,9%) |
| Афроамериканци    | 1 (0,2%)    | 1 (0,2%)    |
| Азијати           | 0 (0,0%)    | 0 (0,0%)    |
| Хиспаноамериканци | 1 (0,2%)    | 4 (0,7%)    |
| Укупно            | 583         | 538         |